# مارسيو روجيريو دي أنداردي
مارسيو روجيريو دي أنداردي (مواليد 30 يوليو 1971)، هو لاعب كرة قدم سابق كان يلعب كمهاجم.